# باب البحر (القاهرة)
باب البحر هو أحد شوارع مصر القديمة يبدأ من ميدان باب الشعرية وينتهى إلى شارع كلوت بك بأول الفجالة (القريبة من ميدان رمسيس)، و سمي شارع باب البحر بهذا الاسم نسبة على أحد أبواب القاهرة وكان يفتح على البحر (النيل) وقت أن كان يجري النيل بميدان رمسيس وبقيت آثار هذا الباب حتى سنة 1847 م، ثم تم هدمه بأمر محمد على، ولم يتبق منه شيء.
وكان «باب البحر» أحد بابين جعلا في جزء من السور الشمالي، الذي شيد في العصر الأيوبي أيام صلاح الدين بعد توليه السلطنة ليحمى العاصمة وليكمل امتداد سور حصن القاهرة الشمالي نحو الغرب.
شيد باب البحر والباب الآخر - وهو باب الشعرية - في ذلك القطاع من السور، في سنة 572 هـ ( 1174 م) على يد الخصي بهاء الدين قراقوش وزير صلاح الدين، الذي هدف من ذلك إلى أن يحيط العاصمة كلها، بما فيها من أحياء، مثل القاهرة أو حصن الفاطميين والفسطاط والعسكر والقطائع، وما استجد حولها وبينها من أحياء في غرب القاهرة حتى ساحل النيل الشرقى.
و من أشهر معالم هذا الشارع مسجد سيدي محمد البحر ، و المسجد معروف قديما ب(زاوية القصري) نسبة إلى الشيخ محمد بن موسى عبد الله بن حسن القصري المالكي المغربى الذي قدم إلى القاهرة وانقطع بهذه الزاوية وطلب العلم إلى ان مات بها في التاسع من شهر رجب سنة ثلاث وثلاثين وستمائة ودفن بها بالطريقة الصوفية وقيل أن المسجد يضم ضريحا آخر للعارف بالله تاج الدين، وهو الذي بنى المسجد الأثري.
و قد اشتهر لكونه أحد الشوارع التجارية الهامة وخاصة في مجال تصنيع وبيع الحلويات و خاماتها